# Марта (Оклахома)
Марта (англ. Martha) — місто (англ. town) в США, в окрузі Джексон штату Оклахома. Населення — 162 особи (2010).

## Географія
Марта розташована за координатами 34°43′34″ пн. ш. 99°23′12″ зх. д. / 34.72611° пн. ш. 99.38667° зх. д. (34.726001, -99.386653).  За даними Бюро перепису населення США в 2010 році місто мало площу 0,65 км², уся площа — суходіл.

## Демографія
Згідно з переписом 2010 року, у місті мешкали 162 особи в 63 домогосподарствах у складі 42 родин. Густота населення становила 249 осіб/км².  Було 87 помешкань (134/км²).
Расовий склад населення:
| - 72,2 % — білих - 3,1 % — корінних американців - 3,1 % — чорних або афроамериканців - 0,6 % — азіатів - 13,0 % — осіб інших рас |

До двох чи більше рас належало 8,0 %. Частка іспаномовних становила 24,7 % від усіх жителів.
За віковим діапазоном населення розподілялося таким чином: 26,5 % — особи молодші 18 років, 56,8 % — особи у віці 18—64 років, 16,7 % — особи у віці 65 років та старші. Медіана віку мешканця становила 35,8 року. На 100 осіб жіночої статі у місті припадало 116,0 чоловіків;  на 100 жінок у віці від 18 років та старших — 112,5 чоловіків також старших 18 років.
Середній дохід на одне домашнє господарство  становив 42 300 доларів США (медіана — 37 813), а середній дохід на одну сім'ю — 54 428 доларів (медіана — 60 833). Медіана доходів становила 31 000 доларів для чоловіків та 29 375 доларів для жінок. За межею бідності перебувало 28,4 % осіб, у тому числі 30,3 % дітей у віці до 18 років та 21,2 % осіб у віці 65 років та старших.
Цивільне працевлаштоване населення становило 53 особи. Основні галузі зайнятості: освіта, охорона здоров'я та соціальна допомога — 26,4 %, виробництво — 17,0 %, роздрібна торгівля — 15,1 %, мистецтво, розваги та відпочинок — 15,1 %.